# Homam Ahmed
Homam Elamin Mohamed Ahmed (in arabo همام الأمين محمد أحمد‎?; Doha, 25 agosto 1999) è un calciatore qatariota, difensore dell'Al-Gharafa e della nazionale qatariota.

## Caratteristiche tecniche
È un terzino sinistro.

## Carriera

### Club
Ha giocato nella prima divisione qatariota.

### Nazionale
Con la nazionale Under-20 qatariota ha preso parte al campionato mondiale di calcio Under-20 2019.
Nel 2020 ha esordito in nazionale maggiore, con la quale ha anche partecipato alla CONCACAF Gold Cup 2021.

## Statistiche

### Cronologia presenze e reti in nazionale
| Cronologia completa delle presenze e delle reti in nazionale ― Qatar | Cronologia completa delle presenze e delle reti in nazionale ― Qatar | Cronologia completa delle presenze e delle reti in nazionale ― Qatar | Cronologia completa delle presenze e delle reti in nazionale ― Qatar | Cronologia completa delle presenze e delle reti in nazionale ― Qatar | Cronologia completa delle presenze e delle reti in nazionale ― Qatar | Cronologia completa delle presenze e delle reti in nazionale ― Qatar | Cronologia completa delle presenze e delle reti in nazionale ― Qatar |
| Data                                                                 | Città                                                                | In casa                                                              | Risultato                                                            | Ospiti                                                               | Competizione                                                         | Reti                                                                 | Note                                                                 |
| -------------------------------------------------------------------- | -------------------------------------------------------------------- | -------------------------------------------------------------------- | -------------------------------------------------------------------- | -------------------------------------------------------------------- | -------------------------------------------------------------------- | -------------------------------------------------------------------- | -------------------------------------------------------------------- |
| 4-12-2020                                                            | Doha                                                                 | Qatar                                                                | 5 – 0                                                                | Bangladesh                                                           | Qual. Mondiali 2022                                                  | -                                                                    | 74’                                                                  |
| 27-3-2021                                                            | Debrecen                                                             | Qatar                                                                | 2 – 1                                                                | Azerbaigian                                                          | Amichevole                                                           | -                                                                    |                                                                      |
| 3-6-2021                                                             | Doha                                                                 | India                                                                | 0 – 1                                                                | Qatar                                                                | Qual. Mondiali 2022                                                  | -                                                                    | 89’                                                                  |
| 7-6-2021                                                             | Doha                                                                 | Oman                                                                 | 0 – 1                                                                | Qatar                                                                | Qual. Mondiali 2022                                                  | -                                                                    | 77’                                                                  |
| 4-7-2021                                                             | Pola                                                                 | El Salvador                                                          | 0 – 1                                                                | Qatar                                                                | Amichevole                                                           | -                                                                    |                                                                      |
| 13-7-2021                                                            | Houston                                                              | Qatar                                                                | 3 – 3                                                                | Panama                                                               | Gold Cup 2021 - 1º turno                                             | -                                                                    |                                                                      |
| 17-7-2021                                                            | Houston                                                              | Grenada                                                              | 0 – 4                                                                | Qatar                                                                | Gold Cup 2021 - 1º turno                                             | -                                                                    |                                                                      |
| 20-7-2021                                                            | Houston                                                              | Honduras                                                             | 0 – 2                                                                | Qatar                                                                | Gold Cup 2021 - 1º turno                                             | 1                                                                    |                                                                      |
| 25-7-2021                                                            | Glendale                                                             | Qatar                                                                | 3 – 2                                                                | El Salvador                                                          | Gold Cup 2021 - Quarti di finale                                     | -                                                                    | 67’                                                                  |
| 30-7-2021                                                            | Austin                                                               | Qatar                                                                | 0 – 1                                                                | Stati Uniti                                                          | Gold Cup 2021 - Semifinale                                           | -                                                                    |                                                                      |
| 1-9-2021                                                             | Debrecen                                                             | Qatar                                                                | 0 – 4                                                                | Serbia                                                               | Amichevole                                                           | -                                                                    | 73’                                                                  |
| 7-9-2021                                                             | Lussemburgo                                                          | Lussemburgo                                                          | 1 – 1                                                                | Qatar                                                                | Amichevole                                                           | 1                                                                    |                                                                      |
| 9-10-2021                                                            | Loulé                                                                | Portogallo                                                           | 3 – 0                                                                | Qatar                                                                | Amichevole                                                           | -                                                                    |                                                                      |
| 12-10-2021                                                           | Dublino                                                              | Irlanda                                                              | 4 – 0                                                                | Qatar                                                                | Amichevole                                                           | -                                                                    |                                                                      |
| 11-11-2021                                                           | Belgrado                                                             | Serbia                                                               | 4 – 0                                                                | Qatar                                                                | Amichevole                                                           | -                                                                    |                                                                      |
| 14-11-2021                                                           | Baku                                                                 | Azerbaigian                                                          | 2 – 2                                                                | Qatar                                                                | Amichevole                                                           | -                                                                    | 71’                                                                  |
| 30-11-2021                                                           | Al Khawr                                                             | Qatar                                                                | 1 – 0                                                                | Bahrein                                                              | Coppa araba FIFA 2021 - 1º turno                                     | -                                                                    | 37’                                                                  |
| 3-12-2021                                                            | Doha                                                                 | Oman                                                                 | 1 – 2                                                                | Qatar                                                                | Coppa araba FIFA 2021 - 1º turno                                     | -                                                                    |                                                                      |
| 10-12-2021                                                           | Al Khawr                                                             | Qatar                                                                | 5 – 0                                                                | Emirati Arabi Uniti                                                  | Coppa araba FIFA 2021 - Quarti di finale                             | -                                                                    | 60’                                                                  |
| 15-12-2021                                                           | Doha                                                                 | Qatar                                                                | 1 – 2                                                                | Algeria                                                              | Coppa araba FIFA 2021 - Semifinale                                   | -                                                                    |                                                                      |
| 18-12-2021                                                           | Doha                                                                 | Egitto                                                               | 0 – 0 dts (4 – 5 dtr)                                                | Qatar                                                                | Coppa araba FIFA 2021 - Finale 3º posto                              | -                                                                    | 78’                                                                  |
| 26-3-2022                                                            | Al Rayyan                                                            | Qatar                                                                | 2 – 1                                                                | Bulgaria                                                             | Amichevole                                                           | -                                                                    |                                                                      |
| 29-3-2022                                                            | Al Rayyan                                                            | Qatar                                                                | 0 – 0                                                                | Slovenia                                                             | Amichevole                                                           | -                                                                    | 61’                                                                  |
| 26-8-2022                                                            | Wiener Neustadt                                                      | Qatar                                                                | 1 – 1                                                                | Giamaica                                                             | Amichevole                                                           | -                                                                    | 71’                                                                  |
| 23-9-2022                                                            | Vienna                                                               | Qatar                                                                | 0 – 2                                                                | Canada                                                               | Amichevole                                                           | -                                                                    | 62’                                                                  |
| 27-9-2022                                                            | Vienna                                                               | Qatar                                                                | 2 – 2                                                                | Cile                                                                 | Amichevole                                                           | -                                                                    |                                                                      |
| 9-11-2022                                                            | Marbella                                                             | Qatar                                                                | 1 – 0                                                                | Albania                                                              | Amichevole                                                           | -                                                                    | 61’                                                                  |
| 20-11-2022                                                           | Al Khawr                                                             | Qatar                                                                | 0 – 2                                                                | Ecuador                                                              | Mondiali 2022 - 1º turno                                             | -                                                                    |                                                                      |
| 25-11-2022                                                           | Doha                                                                 | Qatar                                                                | 1 – 3                                                                | Senegal                                                              | Mondiali 2022 - 1º turno                                             | -                                                                    | 45+2’ 83’                                                            |
| 29-11-2022                                                           | Al Khawr                                                             | Paesi Bassi                                                          | 2 – 0                                                                | Qatar                                                                | Mondiali 2022 - 1º turno                                             | -                                                                    |                                                                      |
| 7-1-2023                                                             | Basra                                                                | Kuwait                                                               | 0 – 2                                                                | Qatar                                                                | Coppa delle nazioni del Golfo 2023 - 1º turno                        | -                                                                    | 57’                                                                  |
| 10-1-2023                                                            | Basra                                                                | Qatar                                                                | 1 – 2                                                                | Bahrein                                                              | Coppa delle nazioni del Golfo 2023 - 1º turno                        | -                                                                    |                                                                      |
| 13-1-2023                                                            | Basra                                                                | Qatar                                                                | 1 – 1                                                                | Emirati Arabi Uniti                                                  | Coppa delle nazioni del Golfo 2023 - 1º turno                        | -                                                                    |                                                                      |
| 16-1-2023                                                            | Basra                                                                | Iraq                                                                 | 2 – 1                                                                | Qatar                                                                | Coppa delle nazioni del Golfo 2023 - Semifinale                      | -                                                                    | 77’ 81’                                                              |
| 15-6-2023                                                            | Ritzing                                                              | Giamaica                                                             | 1 – 2                                                                | Qatar                                                                | Amichevole                                                           | 1                                                                    | 87’                                                                  |
| 19-6-2023                                                            | Ritzing                                                              | Qatar                                                                | 0 – 1                                                                | Nuova Zelanda                                                        | Amichevole                                                           | -                                                                    |                                                                      |
| 25-6-2023                                                            | Houston                                                              | Haiti                                                                | 2 – 1                                                                | Qatar                                                                | Gold Cup 2023 - 1º turno                                             | -                                                                    |                                                                      |
| 29-6-2023                                                            | Glendale                                                             | Qatar                                                                | 1 – 1                                                                | Honduras                                                             | Gold Cup 2023 - 1º turno                                             | -                                                                    |                                                                      |
| 2-7-2023                                                             | Santa Clara                                                          | Messico                                                              | 0 – 1                                                                | Qatar                                                                | Gold Cup 2023 - 1º turno                                             | -                                                                    |                                                                      |
| 8-7-2023                                                             | Arlington                                                            | Panama                                                               | 4 – 0                                                                | Qatar                                                                | Gold Cup 2023 - Quarti di finale                                     | -                                                                    |                                                                      |
| 7-9-2023                                                             | Al Wakrah                                                            | Qatar                                                                | 1 – 2                                                                | Kenya                                                                | Amichevole                                                           | -                                                                    | 46’                                                                  |
| 12-9-2023                                                            | Al Wakrah                                                            | Qatar                                                                | 1 – 1                                                                | Russia                                                               | Amichevole                                                           | -                                                                    |                                                                      |
| 13-10-2023                                                           | Amman                                                                | Iraq                                                                 | 0 – 0                                                                | Qatar                                                                | Amichevole                                                           | -                                                                    | 47’                                                                  |
| 16-11-2023                                                           | Doha                                                                 | Qatar                                                                | 8 – 1                                                                | Afghanistan                                                          | Qual. Mondiali 2026                                                  | -                                                                    |                                                                      |
| 21-11-2023                                                           | Bhubaneswar                                                          | India                                                                | 0 – 3                                                                | Qatar                                                                | Qual. Mondiali 2026                                                  | -                                                                    |                                                                      |
| 31-12-2023                                                           | Doha                                                                 | Qatar                                                                | 3 – 0                                                                | Cambogia                                                             | Amichevole                                                           | -                                                                    | 46’                                                                  |
| 5-1-2024                                                             | Doha                                                                 | Qatar                                                                | 1 – 2                                                                | Giordania                                                            | Amichevole                                                           | -                                                                    | 46’                                                                  |
| 12-1-2024                                                            | Al Khawr                                                             | Qatar                                                                | 3 – 0                                                                | Libano                                                               | Coppa d'Asia 2023 - 1º turno                                         | -                                                                    | 72’                                                                  |
| 7-2-2024                                                             | Doha                                                                 | Iran                                                                 | 2 – 3                                                                | Qatar                                                                | Coppa d'Asia 2023 - Semifinale                                       | -                                                                    | 46’                                                                  |
| 26-3-2024                                                            | al-Farwaniyya                                                        | Kuwait                                                               | 1 – 2                                                                | Qatar                                                                | Qual. Mondiali 2026                                                  | -                                                                    | 71’                                                                  |
| 6-6-2024                                                             | Al-Hasa                                                              | Afghanistan                                                          | 0 – 0                                                                | Qatar                                                                | Qual. Mondiali 2026                                                  | -                                                                    | 74’                                                                  |
| 11-6-2024                                                            | Al Rayyan                                                            | Qatar                                                                | 2 – 1                                                                | India                                                                | Qual. Mondiali 2026                                                  | -                                                                    | 46’                                                                  |
| 5-9-2024                                                             | Al Rayyan                                                            | Qatar                                                                | 1 – 3                                                                | Emirati Arabi Uniti                                                  | Qual. Mondiali 2026                                                  | -                                                                    | 76’                                                                  |
| 10-9-2024                                                            | Vientiane                                                            | Corea del Nord                                                       | 2 – 2                                                                | Qatar                                                                | Qual. Mondiali 2026                                                  | -                                                                    | 69’                                                                  |
| 19-11-2024                                                           | Abu Dhabi                                                            | Emirati Arabi Uniti                                                  | 5 – 0                                                                | Qatar                                                                | Qual. Mondiali 2026                                                  | -                                                                    | 46’                                                                  |
| 20-3-2025                                                            | Doha                                                                 | Qatar                                                                | 5 – 1                                                                | Corea del Nord                                                       | Qual. Mondiali 2026                                                  | -                                                                    | 68’                                                                  |
| 25-3-2025                                                            | Biškek                                                               | Kirghizistan                                                         | 3 – 1                                                                | Qatar                                                                | Qual. Mondiali 2026                                                  | -                                                                    |                                                                      |
| 5-6-2025                                                             | Doha                                                                 | Qatar                                                                | 1 – 0                                                                | Iran                                                                 | Qual. Mondiali 2026                                                  | -                                                                    |                                                                      |
| 10-6-2025                                                            | Tashkent                                                             | Uzbekistan                                                           | 3 – 0                                                                | Qatar                                                                | Qual. Mondiali 2026                                                  | -                                                                    | 72’ 75’                                                              |
| Totale                                                               |                                                                      | Presenze                                                             | 60                                                                   |                                                                      | Reti                                                                 | 3                                                                    |                                                                      |

## Palmarès

### Nazionale
- Coppa d'Asia: 1

Qatar 2023